# Seo Jang-hun
Seo Jang-hun (서장훈?; Seul, 3 giugno 1974) è un ex cestista sudcoreano.

## Carriera
Con la Corea del Sud ha disputato due edizioni dei Campionati mondiali (Campionati del mondo del 1994, 1998).